# Prostitute (Toyah Willcox)
Prostitute è il terzo album in studio da solista della cantante britannica Toyah Willcox, pubblicato nel 1988.

## Tracce
Side 1 - Lie Down
1. Hello - 1:21
2. Prostitute - 2:58
3. Wife - 3:52
4. The Show - 2:43
5. Dream House - 4:29
6. Homecraft 1:59
7. Obsession - 3:43

Side 2 - Think of England
1. Let the Power Bleed - 4:47
2. Restless - 4:06
3. Falling to Earth - 3:27
4. Jazz Singers in the Trees - 4:53
5. Vale of Evesham - 2:50
6. Ghosts in the Universe - 3:59